# Біржанський сільський округ
Біржа́нський сільський округ (каз. Біржан ауылдық округі, рос. Биржанский сельский округ) — адміністративна одиниця у складі Зайсанського району Східноказахстанської області Казахстану. Адміністративний центр — село Біржан.
Населення — 1310 осіб (2021; 1677 у 2009, 1932 у 1999, 2261 у 1989).
Станом на 1989 рік існувала Акаральська сільська рада (села Акарал, Куаниш, Рожково).

## Склад
До складу округу входять такі населені пункти:
| Населений пункт | Старі назви | Населення, осіб (1989) | Населення, осіб (1999) | Населення, осіб (2009) | Населення, осіб (2021) |
| --------------- | ----------- | ---------------------- | ---------------------- | ---------------------- | ---------------------- |
| Акарал, село    | -           | 396                    | 317                    | 172                    | 77                     |
| Біржан, село    | Рожково     | 1252                   | 1109                   | 1075                   | 869                    |
| Куаниш, село    | -           | 613                    | 506                    | 430                    | 364                    |